# 中山あやか
中山 あやか（なかやま あやか、2007年5月30日 - ）は日本のファッションモデル。熊本県熊本市出身。バレンタインデュウ所属、アービング業務提携。

## 略歴
3歳の時、通町筋のびぷれす広場でスカウトされたことがきっかけで、バレンタインデュウに所属し、モデル活動を始める
。
熊本地震より約1年たった熊本市を舞台とした映画『駄菓子屋小春』に出演する｡
2018年12月22日、小学校5年生時に、川本結月・葛西杏也菜・川合菖蒲・松本麗世・有坂心花と共に『第7回ニコ☆プチモデルオーディション』にてグランプリを受賞。2019年(平成31年)2月号より同誌専属モデルとしてデビューを果たす。
2019年4月28日、東京・有明TFTホールにて開催された『プチ☆コレ9』に出演、同イベントのオープニングムービー「オシャレ甲子園」では選抜メンバー9名に選ばれる。2019年のハワイロケメンバーに選抜され、ファッション撮影に加え、アクティビティ、グルメの体験取材をする。同ロケメンバーによる表紙の2019年8月号が中山の初表紙。
2019年8月、「リンジィ」のイメージモデルに就任する。
中山の芸能活動は、アービングとバレンタインデュウの業務提携によるマネジメントとなる。2020年3月、中山を含むアービング所属者3名のユーチューブチャンネルが開設される。
2021年nicola6月号より、近藤藍月と共に専属モデルとなる。
2023年8月、「今日、好きになりました。カンヌン編」に出演。
2024年「nicola」1月・2月合併号にて、近藤藍月、高橋快空、足川結珠、とともに自身初表紙を飾る。

## 人物
- 「第6回ニコ☆プチモデルオーディション」では、東京での面接審査まで駒を進めた。この際は、初めての東京訪問、初めての飛行機搭乗に胸を高鳴らせた[17]。
- 『駄菓子屋小春』の監督、脚本、出演の八名信夫は、中山がニコ☆プチの表紙となったことを聞き、喜びを語った。中山を大きな役へ抜擢した動機は、何か不思議なものを持っていると感じたことだと回想した[4][5]。
- 小学校6年生当時、初めてプチモを集めての合宿が行われる。里芋掘りでは、掘り出した一株を掲げ、満面に笑みをたたえた[18][19]。
- ニコ☆プチとJINSのコラボレーションで４タイプのメガネが企画され、中山は「クールストリート」タイプの担当となる。同メガネを取り入れたファッションコーディネートでプチモが「プチ☆コレ10」のランウェイを歩む予定であったが、新型コロナウイルス感染拡大の影響で「プチ☆コレ10」は、開催中止となった[20][21]。
- 短距離走を得意とする。座右の銘は、猪突猛進[22][23]。

## 出演

### 映画
- 駄菓子屋小春（2018年） - 美紀 役[6][22]

### ネット番組
- ㋲っと！ニコ☆プチTV シーズン2（2019年12月 - 、TSUTAYA TV）[24]
- 今日、好きになりました。 カンヌン編（2023年8月 - 、ABEMA）

### 広告
- ナルミヤ・インターナショナル リンジィ（2019年 - ） - イメージモデル[15]
- ABCマート「BRIGHT GIRLS」（2019年）[25]

## 書籍

### 雑誌
- ニコ☆プチ（2019年2月号 - 、新潮社） - 専属モデル[8][26]
- nicola（2021年6月号-、新潮社）-専属モデル